# Nederlandse kampioenschappen schaatsen afstanden 1994 - 500 meter vrouwen
De 500 meter vrouwen op de Nederlandse kampioenschappen schaatsen afstanden 1994 werd in december 1993 in ijsstadion Thialf te Heerenveen over twee ritten verreden, waarbij de twaalf deelneemsters ieder een keer in de binnenbaan en een keer in de buitenbaan startten.
Titelverdedigster was Christine Aaftink die de titel pakte tijdens de NK afstanden 1993. 

## Uitslag
| #      | Schaatsster           | 1e      | pos | 2e      | pos | Punten |
| ------ | --------------------- | ------- | --- | ------- | --- | ------ |
| Goud   | Christine Aaftink     | 0.41,23 | 1   | 0.41,36 | 1   | 82,590 |
| Zilver | Sandra Voetelink      | 0.41,74 | 2   | 0.42,00 | 2   | 83,740 |
| Brons  | Sandra Zwolle         | 0.41,95 | 3   | 0.42,06 | 3   | 84,010 |
| 4      | Renske Vellinga       | 0.42,33 | 5   | 0.42,26 | 4   | 84,590 |
| 5      | Léontine van Meggelen | 0.42,41 | 7   | 0.42,43 | 5   | 84,840 |
| 6      | Anita Loorbach        | 0.42,31 | 4   | 0.42,63 | 6   | 84,940 |
| 7      | Andrea Nuyt           | 0.42,77 | 8   | 0.43,26 | 7   | 86,030 |
| 8      | Anja Bollaart         | 0.43,18 | 10  | 0.43,25 | 8   | 86,430 |
| 9      | Marieke Stam          | 0.43,58 | 12  | 0.43,51 | 9   | 87,090 |
| 10     | Coriene Pot           | 0.43,47 | 11  | 0.43,81 | 10  | 87,280 |
| 11     | Tonny de Jong         | 0.42,39 | 6   | –       | DNS | 42,390 |
| 12     | Sandra 't Hart        | 0.43,07 | 9   | –       | DNS | 43,070 |

Uitslag op
1987 · 
1988 · 
1989 · 
1990 · 
1991 · 
1992 · 
1993 · 
1994 · 
1995 · 
1996 · 
1997 · 
1998 · 
1999 · 
2000 · 
2001 · 
2002 · 
2003 · 
2004 · 
2005 · 
2006 · 
2007 · 
2008 · 
2009 · 
2010 · 
2011 · 
2012 · 
2013 · 
2014 · 
2015 · 
2016 · 
2017 · 
2018 · 
2019 · 
2020 · 
2021 · 
2022 · 
2023 · 
2024 · 
2025